# Sibbelwoningen

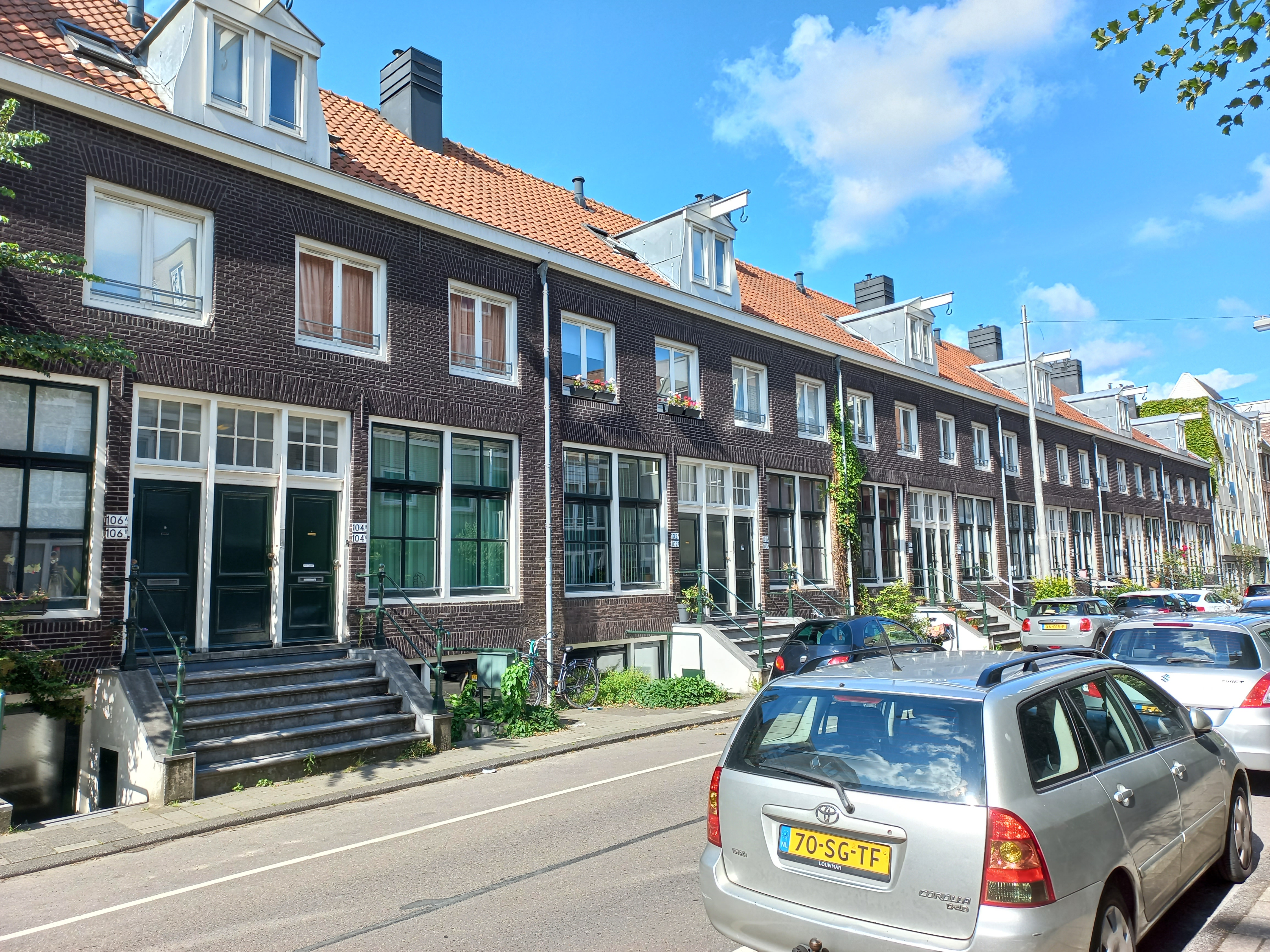
Hoogte Kadijk 84-106 (juli 2023)

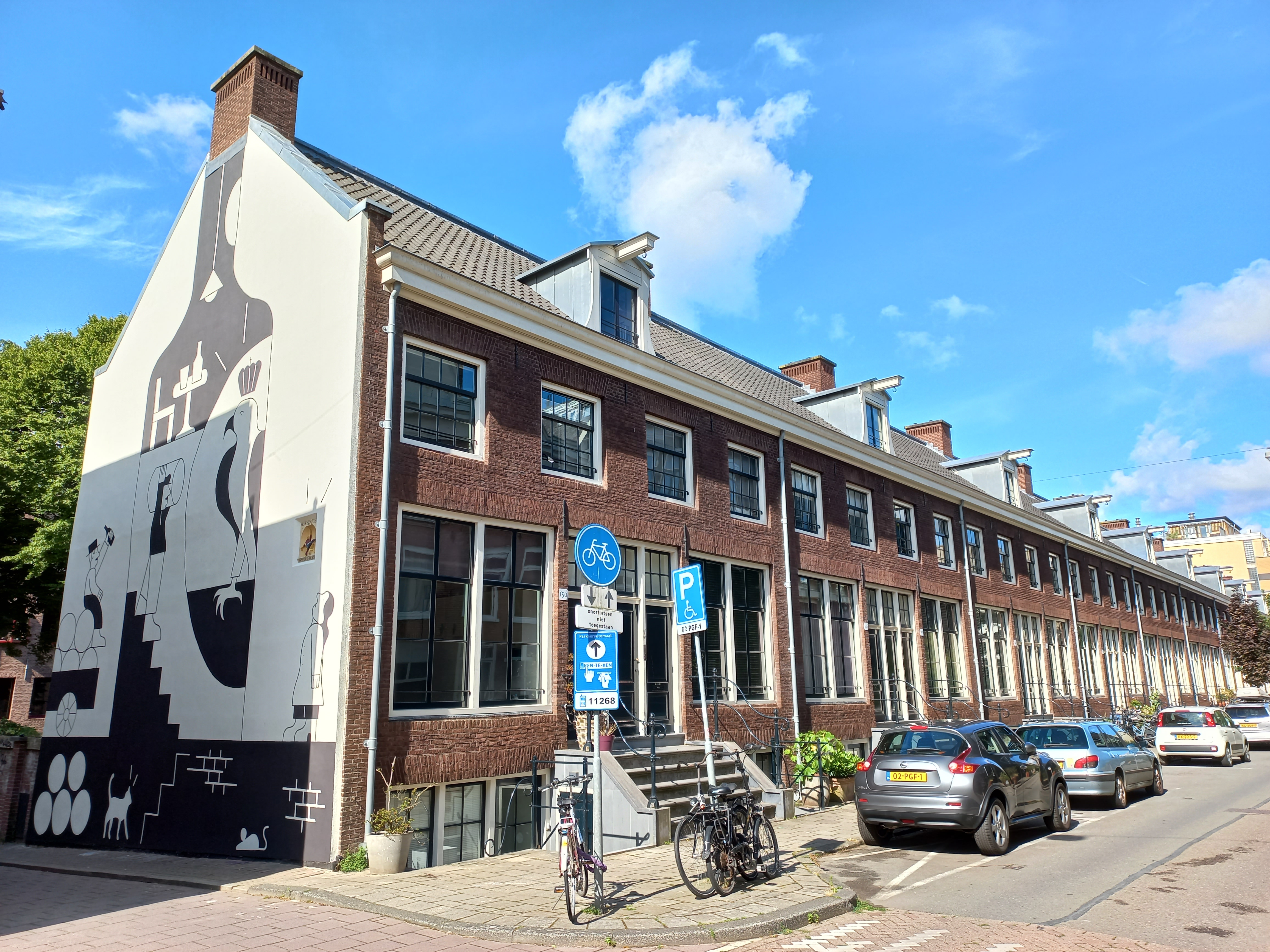
Hoogte Kadijk 112-150 met muurschildering (juli 2023)

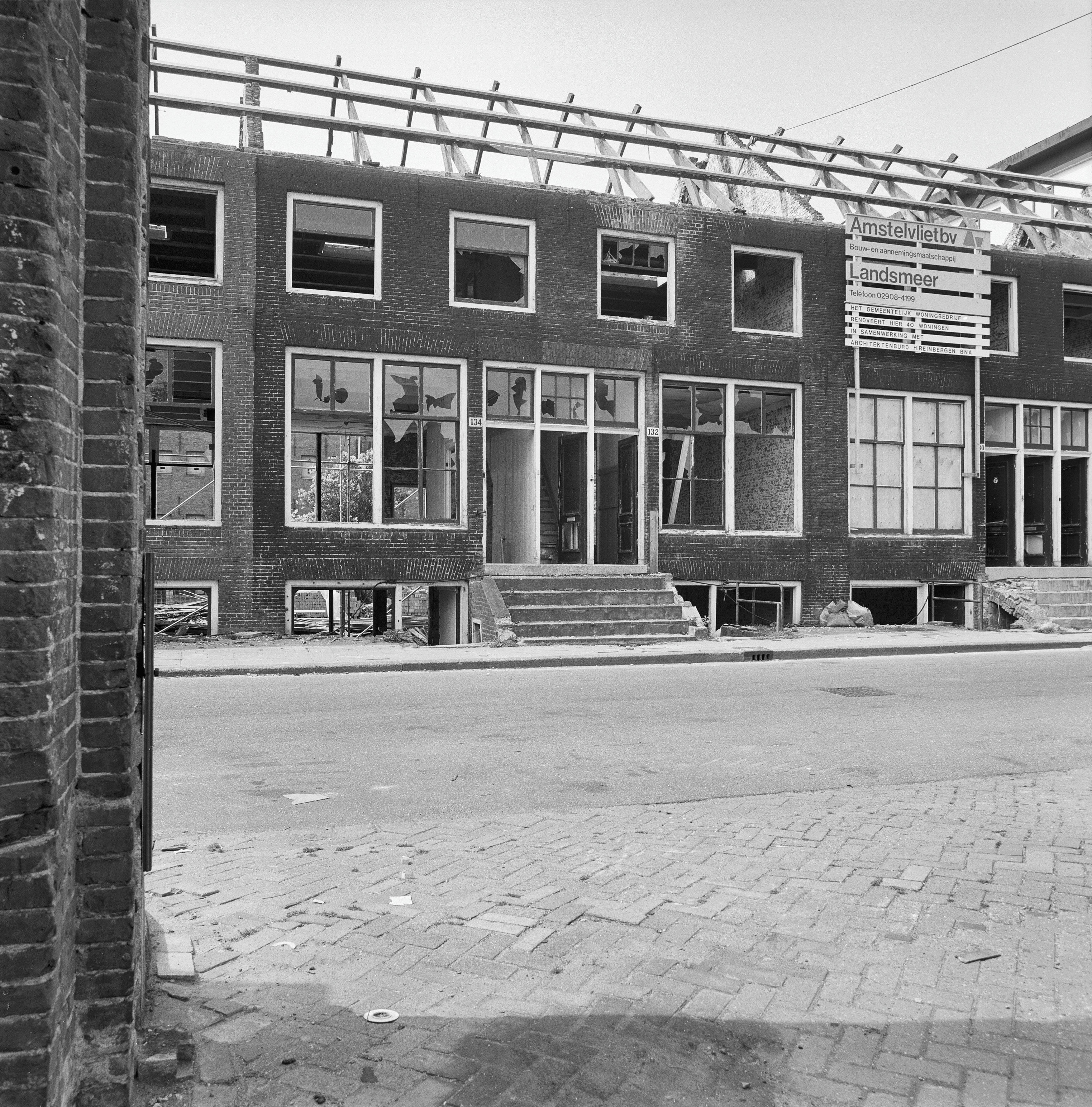
Woningen in 1980

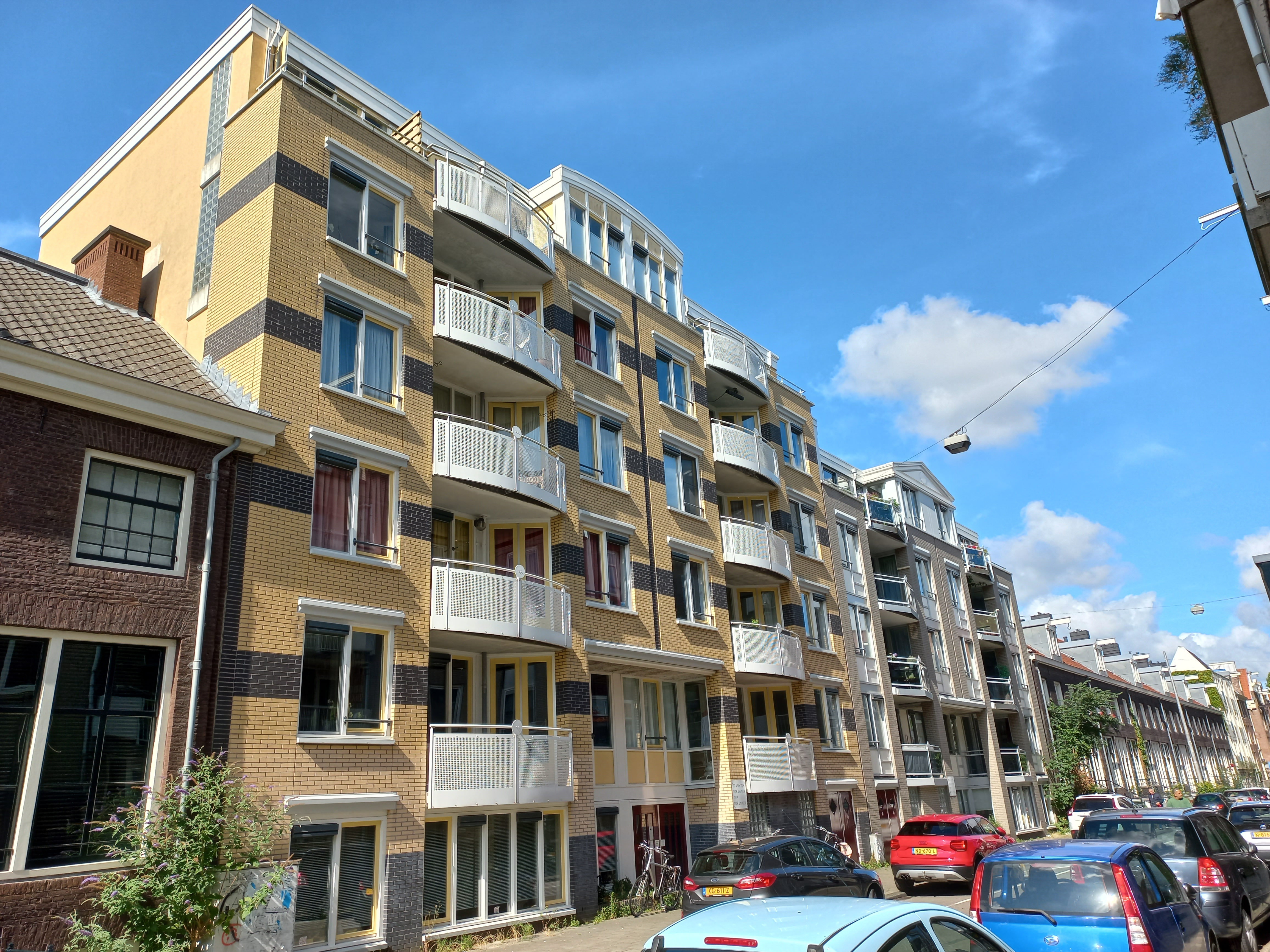
Nieuwbouw tussen Sibbelwoningen (juli 2023)

De Sibbelwoningen of Sibbelpanden zijn gelegen aan de Hoogte Kadijk in Amsterdam-Centrum. De veertig gebouwtjes zijn sinds 17 januari 1984 als afzonderlijke rijksmonumenten opgenomen in het monumentenregister; ze vormen echter in tegenstelling tot wat de naam doet vermoeden geen monumentencomplex.

## Beschrijving
De woningen hebben alle de structuur van een dijkwoning met een ingang op straatniveau en een “kelderuitgang” die veel lager ligt. Dit is ook terug te vinden in de achterliggende straat: de Laagte Kadijk. Het betreft een veertigtal arbeiderswoningen voor de voormalige bewoners van de Rapenburgergracht (het huidige Entrepotdok) en de arbeiders van bierbrouwerij De Gekroonde Valk. Ze hebben eenzelfde uiterlijk maar zijn in twee fasen gebouwd en worden al sinds de bouw van elkaar gescheiden door in eerste instantie een fabriekscomplex en vanaf 1992 door een veel moderner appartementencomplex op 108-110, dat dan ook niet de monumentenbescherming heeft. De eerste reeks ligt tussen de huisnummer 84 en 106, gebouwd vroeg 19e eeuw, de tweede tussen 112 en 150, gebouwd rond 1828. De laatste reeks kregen architecten toegewezen in de hoedanigheid van G. Moele, J. Moele en Gerrit Moele. 
De twee reeksen zijn gebouwd uit een voor die reeks doorlopend dwars geplaatst zadeldak met dakkapellen met hijsbalken. De vier uiteinden worden afgesloten door puntgevels. De woningen zijn een om een (bijvoorbeeld 104 en 106) spiegelbeelden van elkaar, waarbij de ingang met een bordesje met later aangebrachte leuningen op de as ligt leidend naar drie toegangsdeuren met daarboven bovenlichten met een kleine indeling. Onder het bordesje is nog wat opbergruimte. De toegangen tot de souterrains en/of kelders worden gevormd door trapjes naar beneden, direct naast de hoofdingang. De raampartijen op de begane grond zijn uitgevoerd als schuiframen, ook weer in spiegelbeeld ten opzichte van elkaar geplaatst. De raampartijen op de eerste etage vormen een lange ononderbroken rij over de volle lengte van de stroken. 
Na anderhalve eeuw waren de woningen opgebruikt en dreigde sloop. Dit werd voorkomen doordat de woningen in de jaren zeventig werden gekraakt, maar ook omwonenden maakten zich haard voor het behoud van de pandjes. Het was de tijd van rigoureuze stadsvernieuwing die niet altijd even goed uitpakte. Het behoud leidde wel tot een grondige renovatie waarbij alleen het casco behouden bleef. Vanaf de renovatie in het volgend decennium werden het rijksmonumenten. De woningen werden in 2002 gekocht door Woonstichting De Key voor het symbolische bedrag van 1 euro en in oorspronkelijke staat hersteld. Het nieuwe herstel van de woningen (weer stuk voor stuk) werd jarenlang vertraagd door een juridische strijd tussen De Key en de bewoners over tijdelijke ontruiming van de huizen. Op 28 april 2011 werden de gerestaureerde woningen opgeleverd. Hierbij werd een gevelsteen aan de oostgevel onthuld, Van de dijk af van Hans 't Mannetje. De gevelsteen verwijst naar het verleden toen de woningen van de dijk af dreigden te glijden en geeft het pad aan waar men van de dijk af kan zakken naar de Laagte Kadijk. Hoewel de panden in eerste instantie als "voorbeeldig gerestaureerd" werden beschouwd, bleken vochtproblemen uiteindelijk niet verholpen.

## Hoogte Kadijk 108-110
Deze reeks dijkwoningen wordt op de huisnummer 108 en 110 onderbroken door een nieuwer complex. Naar ontwerp van architect Dik Smeding kwam hier rond 1992 een appartementencomplex tot stand. Het werd gebouwd ter opvulling van de terreinen van de Van Vollenhoven’s Bierbrouwerij. Al in 1989 was er een bouwaanvraag ingediend, maar dat moest steeds aangepast worden op basis van protesten van omwonenden en eisen van toekomstige bewoners. In deze postzegelarchitectuur (oppervlak en hoogte beperkt) kwam Smeding tot 32 koopwoningen. In tegenstelling tot de Sibbelwoningen loopt het complex aan de achterzijde door tot de Laagte Kadijk.  Origineel werd het gebouw vernoemd naar brouwerij De Gekroonde Valk. In de voorgevel was een kroon geprojecteerd, maar of die er ooit gekomen is is onbekend. 

## Kunst
In mei 2023 maakte kunstenaar Gino Bud Hoiting in opdracht van eigenaar Lieven de Key een muurschildering De brouwers op een door graffiti geplaagde zijgevel van de rij Sibbelwoningen. Hoiting werd voor De Brouwers geïnspireerd door de voormalige bierbrouwerij bij deze locatie en de vorm van de wand: de hals van een grote fles. De kunstenaar moest daarbij om de  gevelsteen van Hans 't Mannetje werken.
Tegenover het tweede complex staat nog het beeld De gekroonde valk.